# Robert Bouvier
Robert Bouvier Torterolo (Minas, 1966) es un contador y político uruguayo afín al Partido Colorado.
Comenzó su militancia política en la Lista 15. Durante tres periodos de gobierno municipal en Lavalleja se desempeñó como edil. También se postuló a la intendencia en las elecciones departamentales de 2010. Tras un pasaje por Vamos Uruguay, en 2018 se integró al recién fundado sector Ciudadanos.
A inicios de 2020 fue nombrado vicepresidente de ANTEL.
A fines de enero de 2023, tras la renuncia de Adrián Peña, Bouvier es nombrado Ministro de Ambiente en el gabinete del presidente Luis Lacalle Pou.
Fue uno de los dos candidatos colorados, junto a Luis Carrese, a la intendencia de Lavalleja en las elecciones departamentales de 2025.